# Aleš Bárta (varhaník)
Aleš Bárta (* 30. srpna 1960 v Rychnově nad Kněžnou) je český varhaník.

## Život
Aleš Bárta patří k nejvýznamnějším českým umělcům s mezinárodním renomé. Absolvoval brněnskou konzervatoř a pražskou AMU. Je vítězem Mezinárodní varhanní interpretační soutěže Antona Brucknera v Linci (1982), laureátem Mezinárodní varhanní soutěže Franze Liszta v Budapešti (1983) a absolutním vítězem Mezinárodní varhanní soutěže Pražského jara (1984). 
Jako sólista vystupuje s předními symfonickými a komorními orchestry (Česká filharmonie, SOČR, Symfonický orchestr hl. m. Prahy FOK, ČNSO, Virtuosi di Praga, Pražský komorní orchestr), spolupracuje s význačnými sólisty (Gabriela Beňačková, Miroslav Kejmar, Radek Baborák, Sergej Kopčák, Ivan Kusnjer, Joseph Alessi) a dirigenty (Eliahu Inbal, Ken-Ichiro Kobayashi, Zdeněk Mácal, Vladimír Válek, Ondrej Lenárd).
Koncertoval v Rakousku, Maďarsku, Německu, Francii, Španělsku, Švýcarsku, Finsku, Itálii, Belgii, Rusku, Turecku, USA, Japonsku a Číně. Byl hostem mezinárodních festivalů v Tokiu, Londýně, Curychu, Berlíně, Lipsku, Avignonu, Madridu, Hong Kongu, Istanbulu, Budapešti a Bratislavě. Během turné po Japonsku v roce 1998 otevíral svým recitálem novou koncertní síň Minato Mirai v Yokohamě. Pravidelně spolupracuje s Českým rozhlasem, od roku 1995 je „sólistou SOČRu“. Uvádí premiéry soudobé varhanní hudby. 
Aleš Bárta nahrává mj. pro gramofonové společnosti Arco Diva, Supraphon a pro japonské společnosti Pony Canyon a Octavia Records. Natočil třicet sólových kompaktních disků, za které získal četná ocenění (Zlatá deska Supraphonu, Cena Harmonie, Cena Českého hudebního fondu). Jeho první snímek pro firmu Pony Canyon (J. S. Bach: Organ Works) získal v Japonsku v konkurenci předních světových sólistů a orchestrů titul „nahrávka roku“ (1995). Na základě uvedeného úspěchu natočil Aleš Bárta pro tuto gramofonovou společnost kompletní varhanní dílo J. S. Bacha na šestnáct CD. Pro japonskou firmu Octavia Records realizoval unikátní nahrávku Dvořákovy 7., 8. a 9. symfonie.

## Ocenění
- 1982 Vítěz Mezinárodní varhanní soutěže Antona Brucknera v Linci
- 1983 Laureát Mezinárodní varhanní soutěže F. Liszta v Budapešti
- 1984 Absolutní vítěz Mezinárodní varhanní soutěže Pražského jaro
- Zlatá deska Supraphonu, Cena Harmonie, Cena Českého hudebního fondu za rok 1994
- Titul "nahrávka roku" v Japonsku za CD pro firmu Pony Canyon (J. S. Bach: Organ Works)

## Nahrávky
výběr

J.S.Bach: Compete Organ Works
M.Reger: Organ Works
J.Seger: Organ Works.
F,Liszt: Organ Works
W.A.Mozart: Organ Transkriptions
M.P.Mussorgsky: Pictures at an Exhibition
Gems of French Organ Music
Aleš Bárta plays four Sonatas
Camille Saint-Saëns: Symfonie č. 3 "Organ" (Česká filharmonie, Kobayaschi)